# Pimpla murinanae
Pimpla murinanae là một loài tò vò trong họ Ichneumonidae.